# 2684 Douglas
2684 Douglas este un asteroid din centura principală, descoperit pe 3 ianuarie 1981 de Norman Thomas.